# 土耳其外交部
土耳其外交部（土耳其语：Dışişleri Bakanlığı）是土耳其共和国的一个政府部門，該部門负责土耳其的对外关系。该部門成立于1920年5月2日。总部位於土耳其首都安卡拉，在土耳其国外设有200多个使团，包括大使馆、常驻代表办事处和总领事馆。

## 外部鏈接
- 官方网站 （英語）
- 官方网站 （土耳其語）